# Oksana Tsyhulova
Oksana Tsyhulova (ukrainska: Оксана Миколаївна Цигульова), född den 15 december 1973 i Mykolajiv, Ukrainska SSR, Sovjetunionen, är en ukrainsk gymnast.
Han tog OS-silver i trampolin i samband med de olympiska gymnastiktävlingarna 2000 i Sydney.